# Johann Bleyer

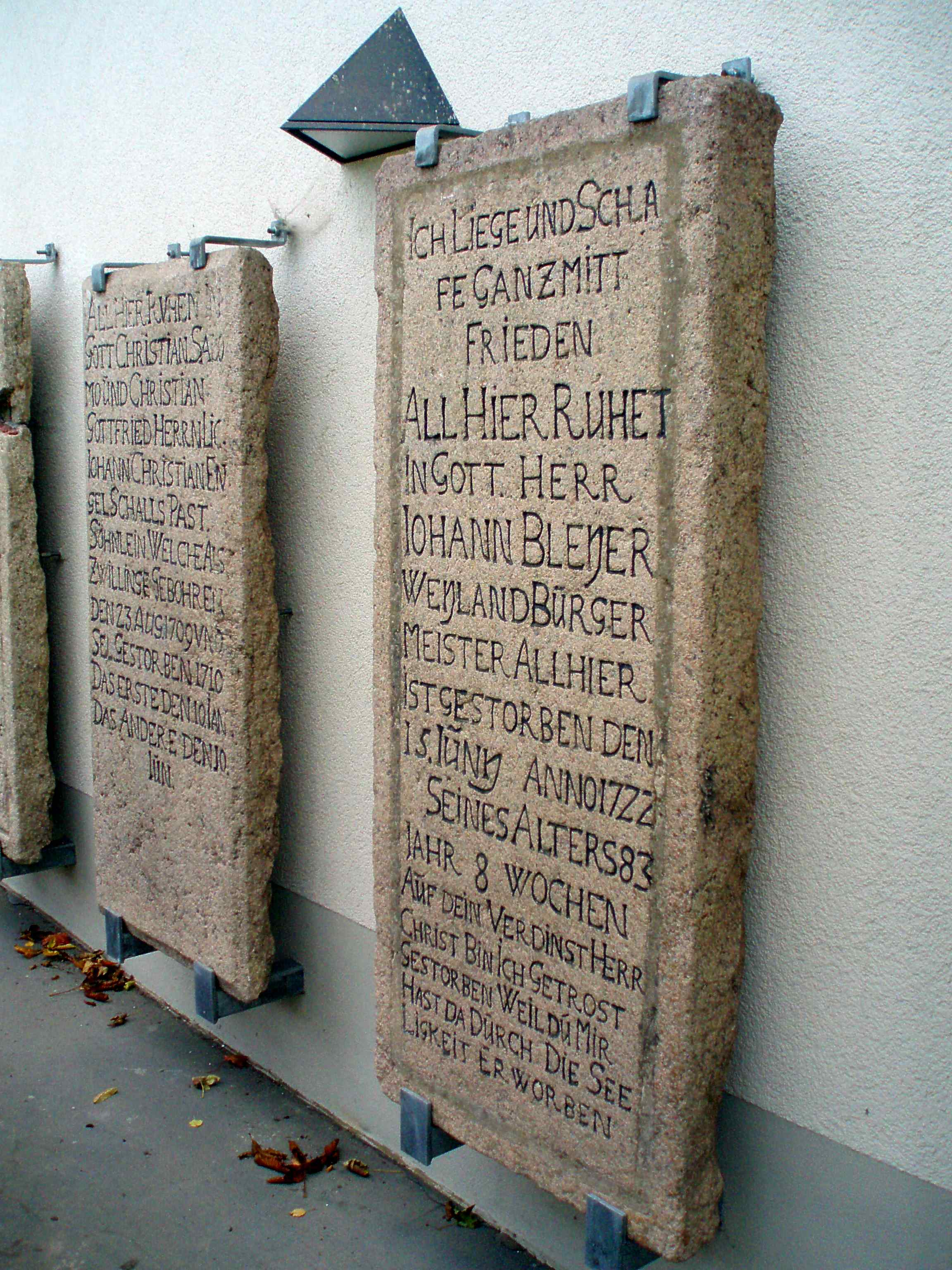
Grabmal in Johanngeorgenstadt

Johann Bleyer (* April 1639 in Platten; † 15. Juni 1722 in Johanngeorgenstadt) war ein deutscher Lokalpolitiker und kursächsischer Landtagsabgeordneter.

## Leben
Er war der Sohn des aus Neudek stammenden Blechmeisters Michael Bleyer und dessen Ehefrau Ursula geb. Löbel, der Tochter des Ratsherren Abraham Löbel. Sein Onkel war der Glashüttenbesitzer Christoph Löbel.
Bleyer wurde zunächst Schreiber beim Hammerherrn Caspar Wittich in Wittigsthal im Erzgebirge. Wie sein Vater war er anschließend als Blechmeister in Wittigsthal tätig. Nachdem 1654 Johanngeorgenstadt als Exulantenstadt gegründet worden war, erwarb er dort 1657 das Bürgerrecht, wurde Stadtrichter und als Beisitzer in den städtischen Rat gewählt. 1665 kaufte er das Elternhaus in Johanngeorgenstadt. 1687 nahm er als Abgeordneter am sächsischen Landtag teil. Mehrere Jahre wirkte er als Bürgermeister in Johanngeorgenstadt, so 1720/21.
Bis 1693 war Bleyer vom Hammerwerksbesitzer Johann Gabriel Löbel als Administrator von dessen beiden Hammerwerken Breitenbach und Wittigsthal eingesetzt worden. Nachdem es Auseinandersetzungen zwischen beiden gab, in die die Landesregierung in Dresden eingeschaltet wurde, kam es zum Bruch zwischen beiden. Löbel verkaufte kurzerhand beide Werke und Bleyer musste sich eine andere Tätigkeit suchen.
1721 fand sein Hochzeitsjubiläum im hiesigen Rathaus statt. Bleyer war zu dieser Zeit die älteste lebende Person in Johanngeorgenstadt und hatte 11 Kinder, 50 Enkel und 18 Urenkel erlebt, von denen noch 52 am Leben waren.
Johan Bleyer wurde am 18. Juni 1722 begraben. Seine Grabplatte ist noch heute auf dem Friedhof von Johanngeorgenstadt vorhanden. Ihre Erhaltung und Restaurierung ist ein Verdienst des Heimatforschers Kurt Burkhardt.

## Familie
1664 heiratete er seine Großcousine Maria Hammerdörffer (1644–1723), die Tochter von Gabriel Hammerdörffer. Mit ihr hatte er folgende Kinder:
- Anna Elisabeth (1665–1714); ⚭ 1686 in Johanngeorgenstadt Johann Weigel
- Maria Rosina (1666–1744);  ⚭ 1691 in Johanngeorgenstadt Johann Heinrich Preiß
- Anna Maria
- Johann, Blechmeister
- Johann Christoph, Goldarbeiter
- Johann Ernst
- Johann Friedrich
- Johann Heinrich
- Maria Magdalena